# Jasminocereus thouarsii
Jasminocereus thouarsii ist die einzige Pflanzenart der monotypischen Gattung Jasminocereus in der Familie der Kakteengewächse (Cactaceae). Der botanische Name der Gattung wurde von den Erstbeschreibern gewählt, da sie die Blüten denen des Jasmin ähnlich ansahen. Das Artepitheton thouarsii ehrt den französischen Marineoffizier Abel Aubert Dupetit-Thouars.

## Beschreibung
Der für gewöhnlich baumartige, aufrechte, säulenförmige und frei verzweigte Jasminocereus thouarsii erreicht Wuchshöhen von 3 bis 7 Metern und hat einen Stamm. Seine gelben bis bräunlich gelben, zylindrischen Triebe sind gerippt, werden 10 bis 50 Zentimeter lang und erreichen Durchmesser zwischen 3 und 5 Zentimetern.  Die 16 bis 22 Rippen sind niedrig. Die 2 Millimeter breiten Areolen sind typischerweise 6 bis 9 Millimeter voneinander entfernt. Die etwa 40, ungleichen, steifen bis etwas biegsamen, ausstrahlenden Dornen sind gelblich und werden im Alter dunkler. Sie haben eine Länge von 0,5 bis 5 Zentimeter.
Die cremeweißen bis olivgrünen Blüten sind 5 bis 9 Zentimeter lang, haben einen Durchmesser von 2 bis 6 Zentimeter und öffnen sich in der Nacht. Blütenbecher und Blütenröhre sind schlank und mit Schuppen sowie Haaren bedeckt. Die grünlichen bis rötlich purpurnen Früchte sind kugelförmig bis länglich und sind bei einem Durchmesser von 1,5 bis 4,3 Zentimeter 5 bis 9 Zentimeter lang. Der anhaftende Blütenrest ist ausdauernd. Die nierenförmigen Samen sind für gewöhnlich schwarz und 1 bis 2 Millimeter lang.

## Systematik, Verbreitung und Gefährdung
Jasminocereus thouarsii ist auf acht im Galápagos-Archipel liegenden Inseln verbreitet.
Die Erstbeschreibung als Cereus thouarsii durch Frédéric Albert Constantin Weber wurde 1899 veröffentlicht. Curt Backeberg stellte die Art 1959 in die Gattung Jasminocereus. Ein weiteres nomenklatorisches Synonym ist Brachycereus thouarsii (F.A.C.Weber) Britton & Rose (1920).
Die Erstbeschreibung Gattung Jasminocereus erfolgte 1920 durch Nathaniel Lord Britton und Joseph Nelson Rose.  Die Typusart der Gattung ist Cereus galapagensis.
Jasminocereus thouarsii wurde in der Roten Liste gefährdeter Arten der IUCN von 2002 als „Vulnerable (VU)“, d. h. gefährdet eingestuft. Im Jahr 2013 wird die Art als „Least Concern (LC)“, d. h. als nicht gefährdet geführt. Die Unterarten sind nicht mehr in die Betrachtung eingeschlossen.

## Nachweise